# エティエンヌ・モーリス・ジェラール

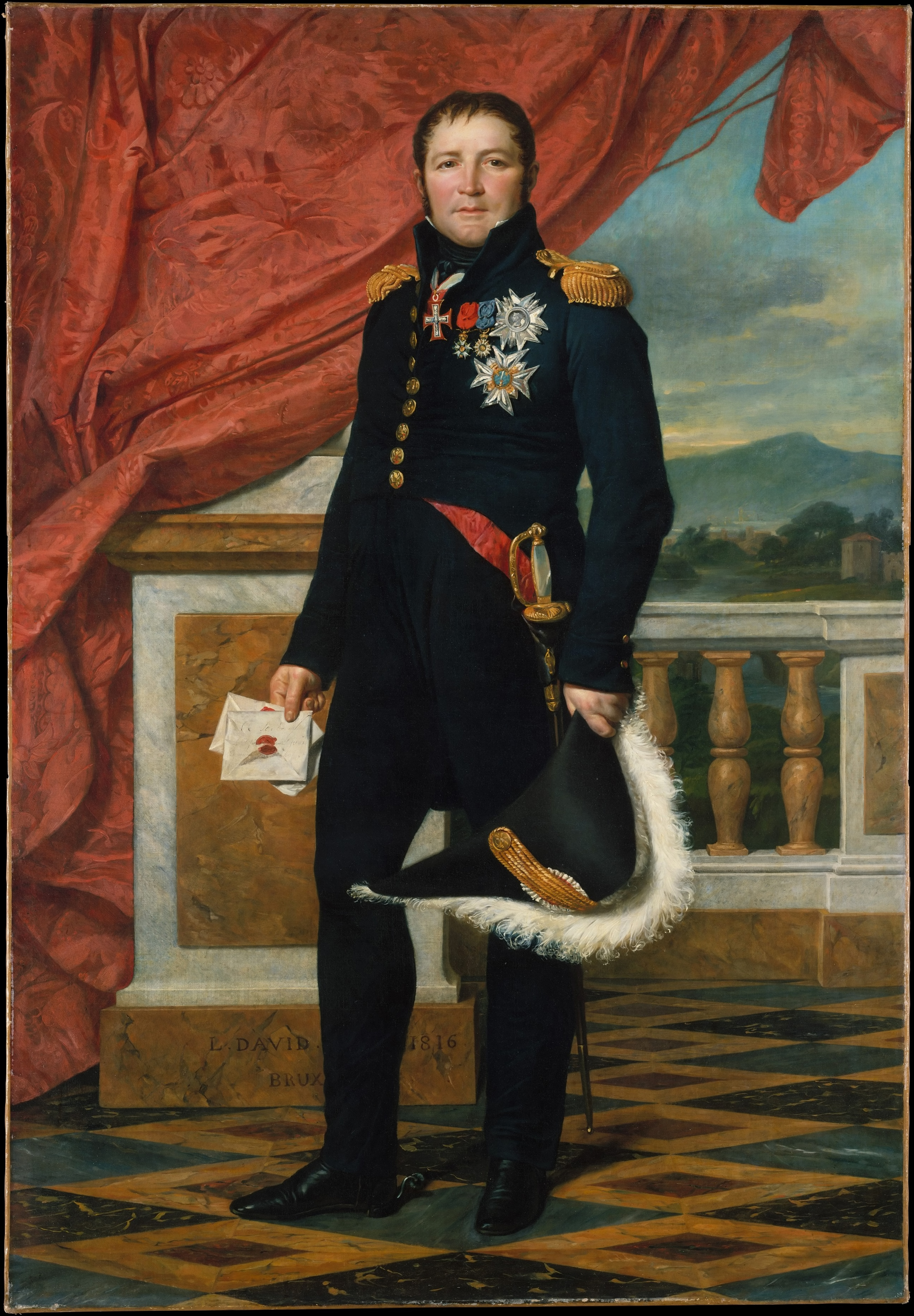
ジャック＝ルイ・ダヴィッドによる肖像画、1816年。

ジェラール伯爵エティエンヌ・モーリス・ジェラール（フランス語: Étienne Maurice Gérard, comte Gérard、1773年4月4日 – 1852年4月17日）は、フランスの軍人、政治家、貴族。イエナ・アウエルシュタットの戦い、ヴァグラムの戦い、ボロジノの戦い、バウツェンの戦い、モントローの戦いなどナポレオン戦争の多くの戦闘で戦功を上げ、1831年のベルギー独立革命でもフランス軍を率いてオランダ軍に勝利した。1830年にフランス元帥。七月王政期の1830年と1834年に短期間陸軍大臣を務めた。

## 略歴
1773年4月4日、ムーズ県ダンヴィエで生まれた。1791年に志願兵大隊に入って従軍、フランス革命戦争が勃発すると1792年から1793年までシャルル・フランソワ・デュムリエとジャン＝バティスト・ジュールダン麾下の兵士として参戦した。1795年にはジャン＝バティスト・ジュール・ベルナドットのエー＝ド＝カン（副官）になり、1799年にシェフ・デスカドロン（騎兵少佐）に、1800年に大佐に昇進した。
ナポレオン戦争では1806年のイエナ・アウエルシュタットの戦いで戦功を挙げて旅団将軍に昇進、1809年のヴァグラムの戦いで戦功を挙げて男爵に叙された。半島戦争においても1810年と1811年戦役に参戦して、1811年のフエンテス・デ・オノロの戦いで戦功を挙げた。1812年ロシア戦役ではスモレンスクの戦いとヴァルティナ山の戦いに参戦、ボロジノの戦いで戦功を挙げて師団将軍に昇進した。その後、フランス軍がモスクワから撤退するときも戦功を挙げている。1813年の第六次対仏大同盟戦争ではリュッツェンの戦いとバウツェンの戦い、およびジャック・マクドナル元帥の進軍において1個師団を率いて参戦、バウツェンの戦いの後にナポレオン1世により伯爵に叙された。続くライプツィヒの戦いで重傷を負ったが、1814年の六日間の戦役にも参戦して、ラ・ロティエールの戦いと少し後のモントローの戦いで戦功を挙げた。
1814年の第一次王政復古において、国王ルイ18世により国王同輩格貴族に叙され、レジオンドヌール勲章と聖ルイ勲章シュヴァリエを授与された。百日天下においてもナポレオンより国王同輩格貴族に叙され、北方軍の第4軍団の指揮を委ねられた。第七次対仏大同盟で第4軍団を率いて戦うことになり、リニーの戦いで戦功を挙げたほか、ワーテルローの戦い（6月18日）の朝に砲声を聞いたエマニュエル・ド・グルーシー元帥に対し、砲声の方向に進軍するよう促している。
ナポレオンが完全に失脚した後、ジェラールはブリュッセルに引退したが、1817年にフランスに戻り、1822年から1824年まで代議院議員を務めた。1827年に再度議員に選出されている。1830年の七月革命に参加し、革命が成功すると陸軍大臣に任命され、フランス元帥に叙された。健康が悪化して10月に辞任したが、1831年にベルギー独立革命における十日戦争でフランス軍を率いて、オランダ軍をベルギーから追い出した。1832年にもアントウェルペン包囲戦でフランス軍を率いた。1834年7月に再び陸軍大臣に任命され、10月に辞任した。1836年にエドゥアール・モルティエ元帥の後任としてレジオンドヌール名誉軍団の軍団総裁に任命され、1838年から1842年までセーヌ県の国民衛兵指揮官を務めた。
フランス第二帝政期の1852年に元老院議員に就任したが、同年4月17日に死去した。